# Schizonycha minuta
Schizonycha minuta är en skalbaggsart som beskrevs av Achille Raffray 1877. Schizonycha minuta ingår i släktet Schizonycha och familjen Melolonthidae. Inga underarter finns listade i Catalogue of Life.